# Митчелл, Сайлас Уэйр (врач)
Сайлас Уир Митчелл (англ. Silas Weir Mitchell; 1829—1914) — американский врач, один из основоположников невропатологии в США, писатель.
Член Национальной академии наук США (1865), иностранный член Лондонского королевского общества (1908).

## Биография
Родился в Филадельфии (штат Пенсильвания) 15 февраля 1829 года в семье Джона Керсли Митчелла врача и писателя. Образование получил в Пенсильванском университете, в 1850 году степень доктора медицины получил в медицинском колледже Джефферсона в Филадельфии (Университет Томаса Джефферсона). Проходил курсы совершенствования в Парижском университете у К. Бернара по физиологии и у Ш. Ф. Робена по гистологии нервной системы.
Вернувшись в Филадельфию вместе с отцом занялся врачебной деятельностью. В годы Гражданской войны 1861—1865 работал в военном госпитале «Тернес Лейн» (англ. Turners Lane Hospital) специализировавшемся на неврологии. В начале 1870-х годов возглавил ортопедический госпиталь и неврологическую больницу.
Сайлас Уир Митчелл вёл активную научную деятельность, публиковал научные статьи по вопросам физиологии и токсикологии, фармакологии. Занимался проблемами невропатологии. Изучал поражения периферийных нервов огнестрельные и другого характера, острую мозжечковую атаксию, описал синдром Митчелла, каузалгию. Предложил метод лечения покоем. Автор работ по медицинской этике.
С 1866 года Митчелл также пробует себя на литературном поприще. Автор рассказов, поэтических сборников, мемуаров. Наибольшую известность ему принесли исторические романы: «Хью Уинн» (англ. Hugh Wynne), «Приключения Франсуа» (англ. The Adventures of François), The Youth of Washington (1904), «Красный город» (англ. The Red City) (1908).

## Память
В честь Митчелла названо место Митчелл Пойнт в Антарктике.